# Max Fischer (Journalist)
Max David Fischer (* 11. Mai 1893 in Breslau; † 21. Mai 1954 in New York) war ein deutsch-US-amerikanischer Journalist.

## Leben
Max Fischer wurde am 11. Mai 1893 im damals deutschen Breslau geboren. Er war der Sohn eines Kaufmanns. Fischer hieß mit Zweitnamen David. Er studierte Philosophie, Volkswirtschaft, Geschichte, Philologie und Völkerkunde an der Friedrich-Wilhelms-Universität zu Berlin, der Ruprecht-Karls-Universität Heidelberg und der Ludwig-Maximilians-Universität München und wurde 1917 in Heidelberg promoviert.
Fischer arbeitete als Journalist in den Niederlanden und später in München, wo er 1918 die Zeitschrift Hochland herausgab. Ab 1925 war er Auslandskorrespondent und Herausgeber der Deutschen Allgemeinen Zeitung. Nach der Machtübernahme der Nationalsozialisten erhielt er Schreibverbot und emigrierte 1937 in die USA. Bis 1953 war er dort Leitartikler der New Yorker Staats-Zeitung und Herold. Er arbeitete daneben auch als Dozent an der New School for Social Research. Er klagte auf Restitution von Sandberge im Engadin, ein Ölgemälde von Ernst Ludwig Kirchner, das sich jetzt im Museum of Modern Art befindet. 1952 wurde Fischer in die Deutsche Akademie für Sprache und Dichtung aufgenommen.
Er starb am 21. Mai 1954 in New York City im Alter von 61 Jahren.